# Vizedomamt Friesach

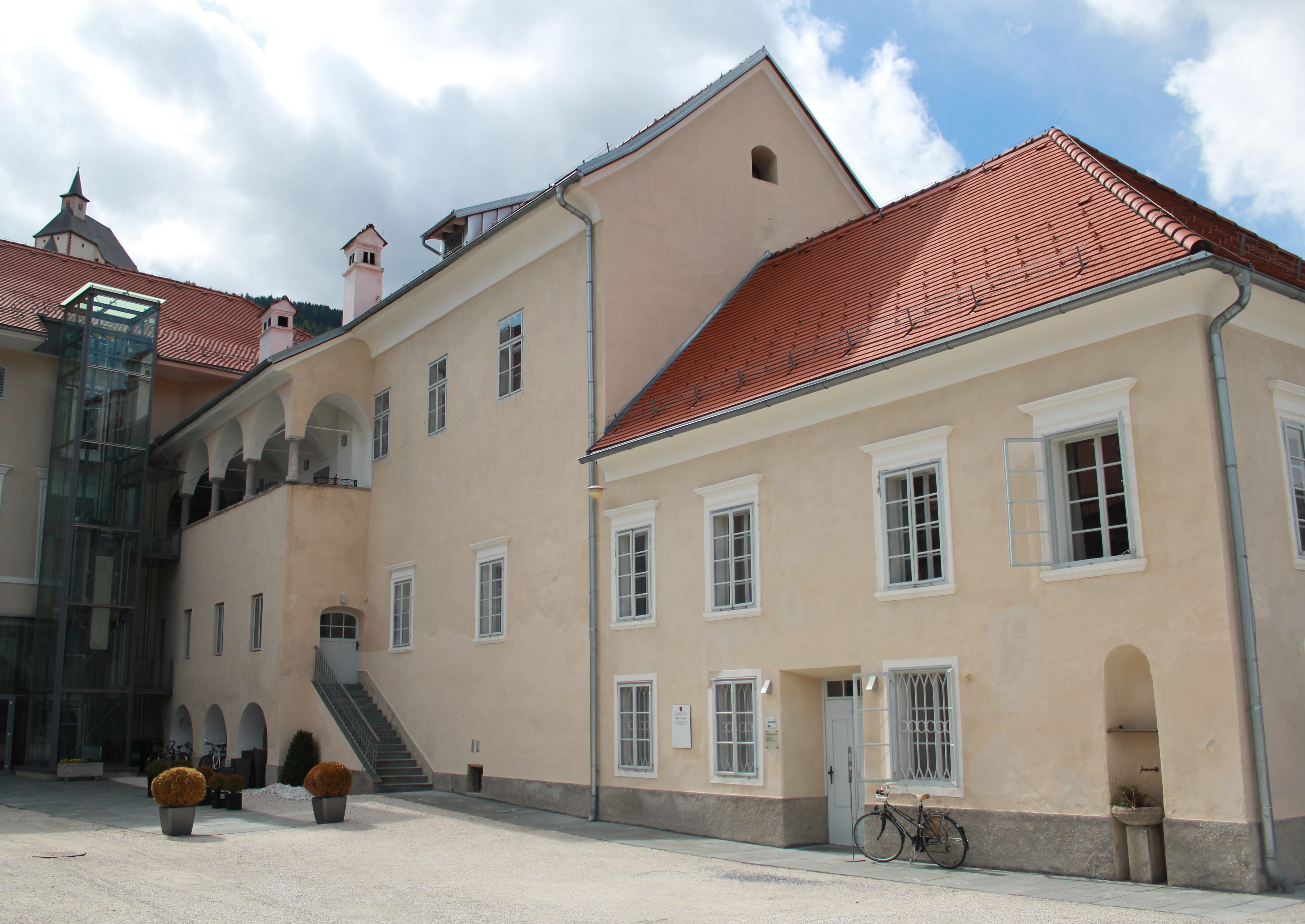
Fürstenhof in Friesach, Sitz des Vizedoms

Das Vizedomamt Friesach war ein hohes Verwaltungsamt im Erzstift Salzburg. Es bestand bis zum Ende des Erzstifts im Jahr 1803. Der Vizedom mit Sitz in Friesach war für die Verwaltung der Gebiete des Erzstifts südlich des Tauernkamms (trans Turonem) zuständig.

## Geschichte
Das Gebiet um Friesach befand sich ab 860 im Besitz des Erzbistums Salzburg. Damals übereignete König Ludwig der Deutsche mehrere Güter dem Salzburger Erzbischof Adalwin, unter anderem einen Hof ad Friesah (vor Friesach).
Das Vizedomamt in Friesach ist seit dem ausgehenden 12. Jahrhundert nachweisbar. Ihm unterstanden die erzbischöflichen Besitzungen in Kärnten (Rottenfels, St. Andrä im Lavanttal, Friesach, Sachsenburg, Hüttenberg, Stall, Althofen, Lengberg und Maria Saal), im Lungau und in der Obersteiermark, mit Ausnahme von Haus und Gröbming im Ennstal.
Eigentlicher Vizedom war nach der Errichtung des Bistums Lavant 1228 meistens der dortige Bischof, der aber durch einen Amtsverweser vertreten wurde. Dieser hatte seinen Sitz im Fürstenhof Friesach und war zugleich Pfleger der Herrschaft Friesach.
Für die Gebiete nördlich der Tauern (cis Turonem) war das Vizedomamt Salzburg verantwortlich. Bis 1595 bestand auch noch das Vizedomamt Leibnitz, das in diesem Jahr verkauft wurde.